# Laus Pisonis
La Laus Pisonis è un panegirico composto da 261 esametri latini del I secolo, scritto in onore di un membro della potente famiglia dei Pisoni, identificato con il Gaio Calpurnio Pisone console nel 57.

## Il destinatario e l'autore
Oggi la gran parte degli studiosi ritiene che il destinatario dell'opera vada identificato con quel Gaio Calpurnio Pisone, console nel 57, che nel 65 organizzò la famosa congiura di Pisone contro l'imperatore Nerone; l'autore del componimento è invece sconosciuto. L'opera è stata comunque attribuita a vari autori: in passato a Ovidio, a Saleio Basso o a Stazio, prima che uno studio sul testo chiarisse che il primo era vissuto troppo presto, mentre gli altri troppo tardi per averlo potuto scrivere; poi a Lucano e a Calpurnio Siculo, che oggi sono ritenuti i più probabili compilatori del poemetto. In ogni caso, l'autore dichiara, nei versi conclusivi, di non aver ancora compiuto venti anni.

## Lo stile
Lo stile è semplice e lineare: il giovane poeta, privo di mezzi di sostentamento, ambisce ad entrare nella cerchia degli artisti protetti da Pisone e per questo lo elogia apertamente, prima per le sue abilità oratorie di avvocato, poi per la gentilezza con cui mantiene la sua casa, aperta a letterati e poeti anche di valore non eccelso, nonché per la sua abilità nel gioco del pallone e in quello dei latrunculi, un gioco da tavolo simile agli scacchi per il quale questa poesia è una delle nostre fonti principali. Se poi da un lato l'opera pecca d'ingenuità ed è di un livello artistico piuttosto modesto, dall'altro è interessante soprattutto perché fornisce un quadro della vita dei letterati dell'epoca e della stessa casa di Pisone come luogo di cultura. Infatti, con l'inizio del principato di Nerone la produzione letteraria rifiorisce, sotto l'impulso dello stesso imperatore e del suo maestro, il filosofo Seneca, che era stato invece perseguitato ed esiliato sotto i due principi precedenti, Caligola e Claudio; componimenti come questo (o come la quarta egloga di Calpurnio Siculo), al netto delle lodi tessute per opportunismo o per necessità, testimoniano una sincera fiducia in una possibile nuova età dell'oro, con ovviamente Nerone come nuovo Augusto e Seneca, Pisone ed altri personaggi come nuovi mecenati (anche se in questo periodo i poeti idealizzano e schematizzano la figura di Mecenate, riducendolo ad un mero dispensatore di benefici, in grado di assicurare la fortuna a prescindere dalla qualità dei componimenti).

## Tradizione
La Laus Pisonis è tramandata attraverso un unico manoscritto, un tempo conservato nell'abbazia di Lorsch e ora andato perduto, anche se porzioni consistenti del testo sono conservate anche in diversi florilegi medievali, ancora esistenti. L'editio princeps è l'edizione di Ovidio di J. Sichard, Basilea, 1527; il lavoro ha visto circa una decina di edizioni nel corso dei secoli, dopo aver richiamato l'attenzione di Giuseppe Scaligero e Emil Baehrens tra gli altri. Una ricostruzione dell'archetipo dei florilegi fu pubblicato da Berthold Ullman nel 1929.